# NGC 5568
NGC 5568 في الفهرس العام الجديد، هي مجرة، تقع في كوكبة العواء. اكتشفت في 27 مايو 1886 .

## روابط خارجية
- NGC 5568 على موقع ويكي سكاي: DSS2, SDSS, GALEX, IRAS, Hydrogen α, X-Ray, Astrophoto, Sky Map, Articles and images